# آکواریوم واسکو دو گاما
آکواریوم واسکو دو گاما آکواریومی در اوئیرش پرتغال است که توسط لوئیس اول پرتغال در سال ۱۸۹۸ (در شهر الگس) و به عنوان موزه‌ای به مناسبت ۴۰۰ مین سالگرد سفر واسکو دو گاما به هند و بزرگداشت این دریانورد ساخته شد. لوئیس اول بیشتر وقت خود را صرف تحقیق در مورد ماهی‌ها در این آکواریوم می‌کرد. همچنین پس از بازسازی کتابخانه، کتاب‌های این موزه هم در دسترس توریست‌ها قرار گرفته‌است. این آکواریوم همچنین امروزه وسیله‌ای برای تحقیق در مورد اکوسیستم‌های آبی و جانوران آبی به صورت زنده استفاده می‌شود. در این آکواریوم از محفظه‌ها و صفحه نمایش‌های دیجیتال نیز استفاده می‌شود. در این موزه بیش از ۹۰ آکواریوم و ۳۰۰ موجود زنده آبی و گیاهی نگهداری می‌کنند. همچنین دارای قایقی ۱۷ متری برای شبیه‌سازی ماهی‌گیری در سواحل پرتغال است. این آکواریوم زیرنظر نیروی دریایی پرتغال اداره می‌شود.